# Friedrich Honikel
Friedrich Honikel (* 7. Mai 1878 in Dittwar bei Tauberbischofsheim; † 26. Mai 1964 in Heidelberg) war ein deutscher Regierungsbaurat und Mitglied der Badischen Ständeversammlung.

## Leben
Honikel studierte an den Technischen Hochschulen in Karlsruhe und München Ingenieurwissenschaften und wurde 1910 Regierungsbaurat in Heidelberg. Von 1915 bis 1918 war er Kriegsteilnehmer. In den Jahren 1921 und 1925 wurde Honikel zum Vorstand des Bauamtes sowie des Kulturbauamtes in Heidelberg ernannt. Außerdem vertrat Honikel von 1929 bis 1933 als Mitglied der Zweiten Kammer der Badischen Ständeversammlung die Zentrumspartei in Heidelberg. Daneben engagierte er sich im Heidelberger Stadtrat.